# Georg Heinrich Pertz
Georg Heinrich Pertz (Hannover, 28 de marzo de 1795 - † Munich 7 de octubre de 1876) fue un historiador y bibliotecario alemán, particularmente conocido por sus trabajos sobre la Alta Edad Media como editor de los Monumenta Germaniae Historica.

## Biografía
Abandonó su villa natal de Hannover para estudiar Historia y Filología en la universidad de Gotinga entre 1813 a 1818 bajo el magisterio de Arnold Hermann Ludwig Heeren. Y al publicar una tesis en 1819 sobre los mayordomos del palacio merovingio atrajo la atención del baron Stein, quien lo comprometió en 1820 para editar las crónicas merovingias por cuenta de la recién creada Gesellschaft für Deutschlands ältere Geschichtskunde ("Sociedad para la Historia Antigua de Alemania").
Con este fin Pertz viajó por Alemania, Austria e Italia registrando archivos en busca de fuentes y a su vuelta empezó a publicar en 1823 la serie de los Monumenta Germaniae Historica, una compilación de textos de los más importantes historiadores que trataban de Alemania hasta el año 1500. Daba además un lugar a textos de leyes y documentos de los archivos imperiales y reales, con sus correspondencias, para los cuales creó también las series Leges y Diplomata. Por otra parte, dirigió de 1820 a 1872 la revista de la Sociedad, Archiv der Gesellschaft für ältere deutsche Geschichtskunde.
En 1821 fue nombrado secretario de archivos y en 1827 encargado principal de la Biblioteca Real de Hannover. Aparte de estos trabajos, editó entre 1832 y 1837 la Hannoverische Zeitung, y fue elegido representante en la segunda cámara hannoveriana.
En 1833 redescubrió en la Biblioteca Estatal de Bamberg los Historiarum Libri Quatuor ("Cuatro libros de historias") (991-998) de Richer de Reims, crónica que esclarece los eventos relativos a la caída de los Carolingios, el advenimiento de los Capetos, las irrupciones normandas desde 885 a 888 y la lucha entre Luis IV de Francia, Lotario de Francia y Hugo el Grande. 
En 1845 fue nombrado bibliotecario jefe en Berlín y luego miembro de la Academia de Ciencias de Prusia. Abandonó todos sus cargos en 1874 y murió en Munich.

## Obra
Los Monumenta comenzaron a aparecer en 1826 y a su terminación en 1874 (después se retomó el proyecto) comprendían en total 24 volúmenes en sus series Scriptores, Leges y Diplomata. En estas ediciones Pertz aplicó por vez primera el método crítico filológico. Sus dotes de organizador emergieron del examen de sus colaboradores, todos de primer orden (Georg Waitz, Ernst Ludwig Dümmler...), de los cuales supo rodearse, de forma que puede decirse que creó la escuela moderna de historiadores científicos de la Alemania medieval.
Pertz publicó igualmente:
- Una selección de textos adaptados para uso escolar en formato octavo: les Scriptores rerum germanicarum in usum scholarum.
- Una edición de los Gesammelte Werke de Leibniz.
- Una Vida del barón Stein en seis volúmenes (Leben des Ministers Freiherrn vom Stein (1849-1855)).[2]